# 普罗格雷索
普罗格雷索是巴拿马奇里基省巴鲁区的一个城市。 该市面积为55.6平方（21.5平方英里），2010年时人口为11,402，故其人口密度为205名居民每平方（530名居民每平方英里）。 1990年时人口为13,107，2000年时人口为10,103。